# 1522 Kokkola
1522 Kokkola eller 1938 WO är en asteroid upptäckt den 18 november 1938 av den finska astronomen Liisi Oterma vid Storheikkilä observatorium. Asteroiden har fått sitt namn efter det finska namnet på staden Karleby i Finland .